# Nades
Pour la commune en Roumanie, voir Nadeș.
Nades est une commune rurale française située dans le sud du  département de l'Allier, en région Auvergne-Rhône-Alpes.

## Géographie

### Localisation
Nades, village de 158 habitants, dans le sud de  l'Allier, à la limite du Puy-de-Dôme, est situé à la lisière de la forêt des Colettes et entre les deux rivières Sioule et Bouble.
Nades se situe, par la route, à 39 km à l'ouest de Vichy, à 36 km au sud-est de Montluçon 30 km au sud-ouest de Saint-Pourçain-sur-Sioule, 22 km au nord-ouest de Gannat et à 12 km au nord-ouest d'Ébreuil. C'est un village de la communauté de communes Saint-Pourçain Sioule Limagne, regroupant soixante communes.
Quatre communes sont limitrophes de la commune, dont une dans le département voisin du Puy-de-Dôme :
| Échassières           |       |           |
|                       | Nades | Lalizolle |
| Servant (Puy-de-Dôme) |       | Chouvigny |

### Géologie, relief et hydrographie
La géologie de la région est unique : de nombreuses carrières à ciel ouvert (de kaolin notamment, pour la fabrication de la porcelaine), ainsi que la « maison de la géologie », à la Bosse, sur la commune voisine d'Échassières, attestent de cette richesse minérale.
La commune est arrosée à l'ouest par la Gourdonne, qui forme la limite avec la commune de Servant (Puy-de-Dôme) ainsi que la limite départementale, et à l'est par la Cèpe, toutes deux affluents de rive gauche de la Sioule.

### Voies de communication et transports
Le territoire communal est traversé par les routes départementales 116 (reliant Ébreuil à la limite départementale du Puy-de-Dôme : D 18 vers Servant) et 129 (reliant la D 998 vers Échassières et Commentry à la D 116).

### Climat
Pour des articles plus généraux, voir Climat d'Auvergne-Rhône-Alpes et Climat de l'Allier.
En 2010, le climat de la commune est de type climat océanique dégradé des plaines du Centre et du Nord, selon une étude du CNRS s'appuyant sur une série de données couvrant la période 1971-2000. En 2020, Météo-France publie une typologie des climats de la France métropolitaine dans laquelle la commune est exposée à un climat de montagne ou de marges de montagne et est dans la région climatique Ouest et nord-ouest du Massif Central, caractérisée par une pluviométrie annuelle de 900 à 1 500 mm, maximale en automne et en hiver.
Pour la période 1971-2000, la température annuelle moyenne est de 9,6 °C, avec une amplitude thermique annuelle de 15,3 °C. Le cumul annuel moyen de précipitations est de 875 mm, avec 11,6 jours de précipitations en janvier et 7,5 jours en juillet. Pour la période 1991-2020, la température moyenne annuelle observée sur la station météorologique de Météo-France la plus proche, « Echassières_sapc », sur la commune d'Échassières à 4 km à vol d'oiseau, est de 10,3 °C et le cumul annuel moyen de précipitations est de 847,3 mm,. Pour l'avenir, les paramètres climatiques de la commune estimés pour 2050 selon différents scénarios d'émission de gaz à effet de serre sont consultables sur un site dédié publié par Météo-France en novembre 2022.

## Urbanisme

### Typologie
Au 1er janvier 2024, Nades est catégorisée commune rurale à habitat très dispersé, selon la nouvelle grille communale de densité à 7 niveaux définie par l'Insee en 2022.
Elle est située hors unité urbaine et hors attraction des villes,.

### Occupation des sols

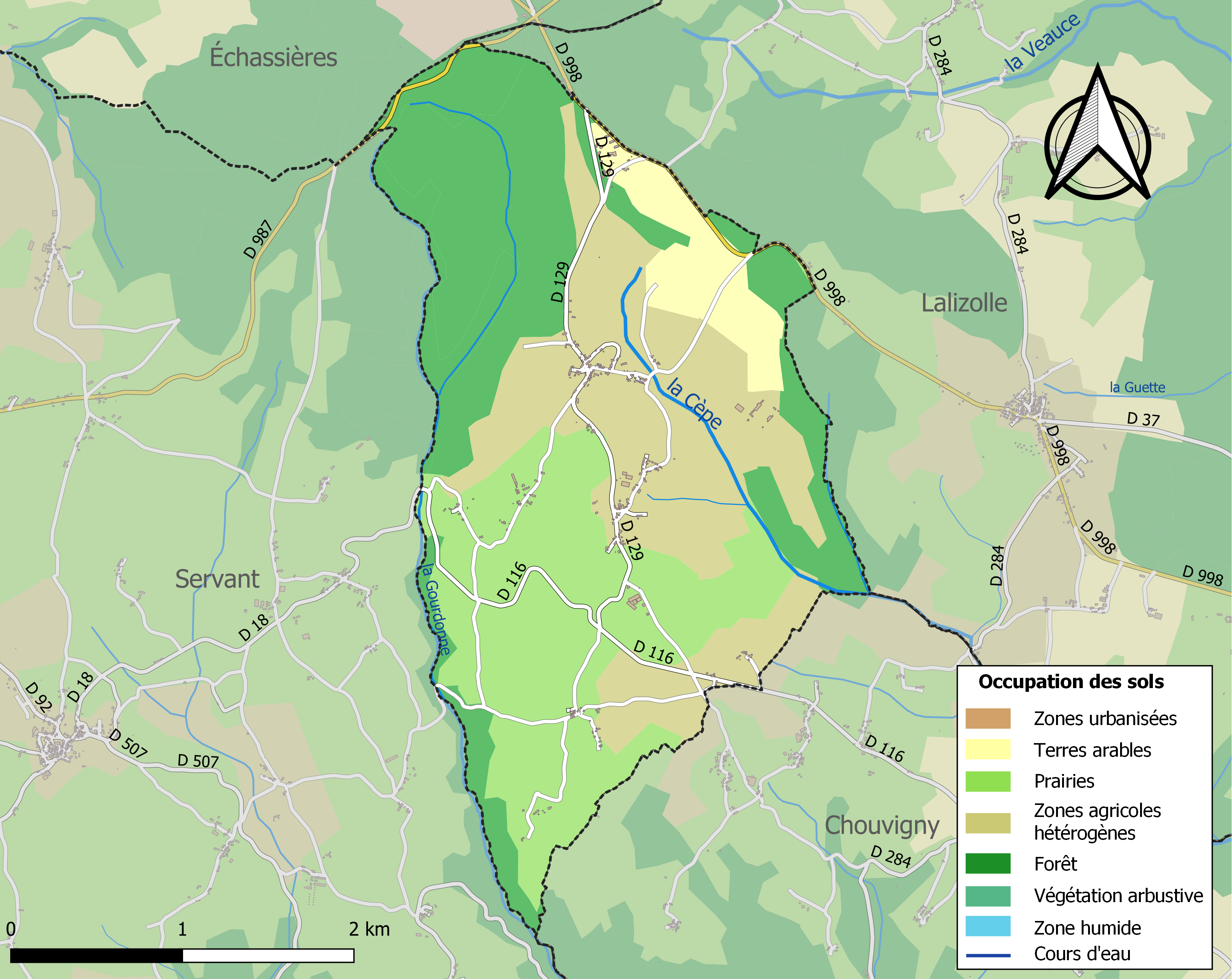
Carte des infrastructures et de l'occupation des sols de la commune en 2018 (CLC).

L'occupation des sols de la commune, telle qu'elle ressort de la base de données européenne d’occupation biophysique des sols Corine Land Cover (CLC), est marquée par l'importance des territoires agricoles (68,6 % en 2018), en diminution par rapport à 1990 (69,7 %). La répartition détaillée en 2018 est la suivante : 
forêts (31,4 %), zones agricoles hétérogènes (31 %), prairies (30,9 %), terres arables (6,6 %).
L'IGN met par ailleurs à disposition un outil en ligne permettant de comparer l’évolution dans le temps de l’occupation des sols de la commune (ou de territoires à des échelles différentes). Plusieurs époques sont accessibles sous forme de cartes ou photos aériennes : la carte de Cassini (XVIIIe siècle), la carte d'état-major (1820-1866) et la période actuelle (1950 à aujourd'hui).

## Histoire
C'est au cours du Moyen Âge que les premiers habitants s'installèrent.
On trouve dès le XIIIe siècle des Chauvigny de Blot comme seigneurs de Nades.
Le roi Charles VII a effectué des séjours à Nades, où il retrouvait l'une de ses favorites, Artuse de Montmorin.
Avant 1789, la commune faisait partie de l'ancienne province d'Auvergne.
L'ombre du duc de Morny et de ses hôtes illustres plane sur les vestiges de nombreuses constructions qu'il édifia sur son domaine de Nades, dont la superficie était de 3 000 ha.
La vie des paysans modestes du village au début du XXe siècle est bien décrite dans les Mémoires du général Katz, qui a passé son enfance à Nades.

## Politique et administration

### Découpage territorial
Depuis le 1er janvier 2017, afin que les arrondissements du département « correspondent à une meilleure cohérence administrative et [à une] adaptation aux bassins de vie », la commune est retirée de l'arrondissement de Montluçon pour être rattachée à celui de Vichy.

### Administration municipale
Le maire sortant, Henri-Claude Buvat, a été réélu au premier tour à la suite des élections municipales de 2020. Le conseil municipal, réuni en mai 2020 pour élire le maire, a désigné deux adjoints.
| Période                                  | Période                    | Identité           | Étiquette | Qualité                       |
| ---------------------------------------- | -------------------------- | ------------------ | --------- | ----------------------------- |
| Les données manquantes sont à compléter. |                            |                    |           |                               |
| mars 2001                                | mars 2008                  | Claude Manceau     |           |                               |
| mars 2008                                | En cours (au 10 juin 2020) | Henri-Claude Buvat |           | Agriculteur Réélu en mai 2020 |

## Population et société

### Démographie
L'évolution du nombre d'habitants est connue à travers les recensements de la population effectués dans la commune depuis 1793. Pour les communes de moins de 10 000 habitants, une enquête de recensement portant sur toute la population est réalisée tous les cinq ans, les populations de référence des années intermédiaires étant quant à elles estimées par interpolation ou extrapolation. Pour la commune, le premier recensement exhaustif entrant dans le cadre du nouveau dispositif a été réalisé en 2007.

En 2022, la commune comptait 158 habitants, en évolution de +3,95 % par rapport à 2016 (Allier : −1,38 %, France hors Mayotte : +2,11 %).
| 1793 | 1800 | 1806 | 1821 | 1831 | 1836 | 1841 | 1846 | 1851 |
| ---- | ---- | ---- | ---- | ---- | ---- | ---- | ---- | ---- |
| 518  | 459  | 505  | 486  | 709  | 571  | 545  | 536  | 498  |

| 1856 | 1861 | 1866 | 1872 | 1876 | 1881 | 1886 | 1891 | 1896 |
| ---- | ---- | ---- | ---- | ---- | ---- | ---- | ---- | ---- |
| 472  | 527  | 559  | 549  | 558  | 531  | 545  | 566  | 558  |

| 1901 | 1906 | 1911 | 1921 | 1926 | 1931 | 1936 | 1946 | 1954 |
| ---- | ---- | ---- | ---- | ---- | ---- | ---- | ---- | ---- |
| 544  | 494  | 499  | 312  | 294  | 258  | 219  | 219  | 248  |

| 1962 | 1968 | 1975 | 1982 | 1990 | 1999 | 2006 | 2007 | 2012 |
| ---- | ---- | ---- | ---- | ---- | ---- | ---- | ---- | ---- |
| 223  | 176  | 127  | 133  | 108  | 135  | 124  | 122  | 147  |

| 2017 | 2022 | - | - | - | - | - | - | - |
| ---- | ---- | - | - | - | - | - | - | - |
| 153  | 158  | - | - | - | - | - | - | - |

## Culture locale et patrimoine

### Lieux et monuments

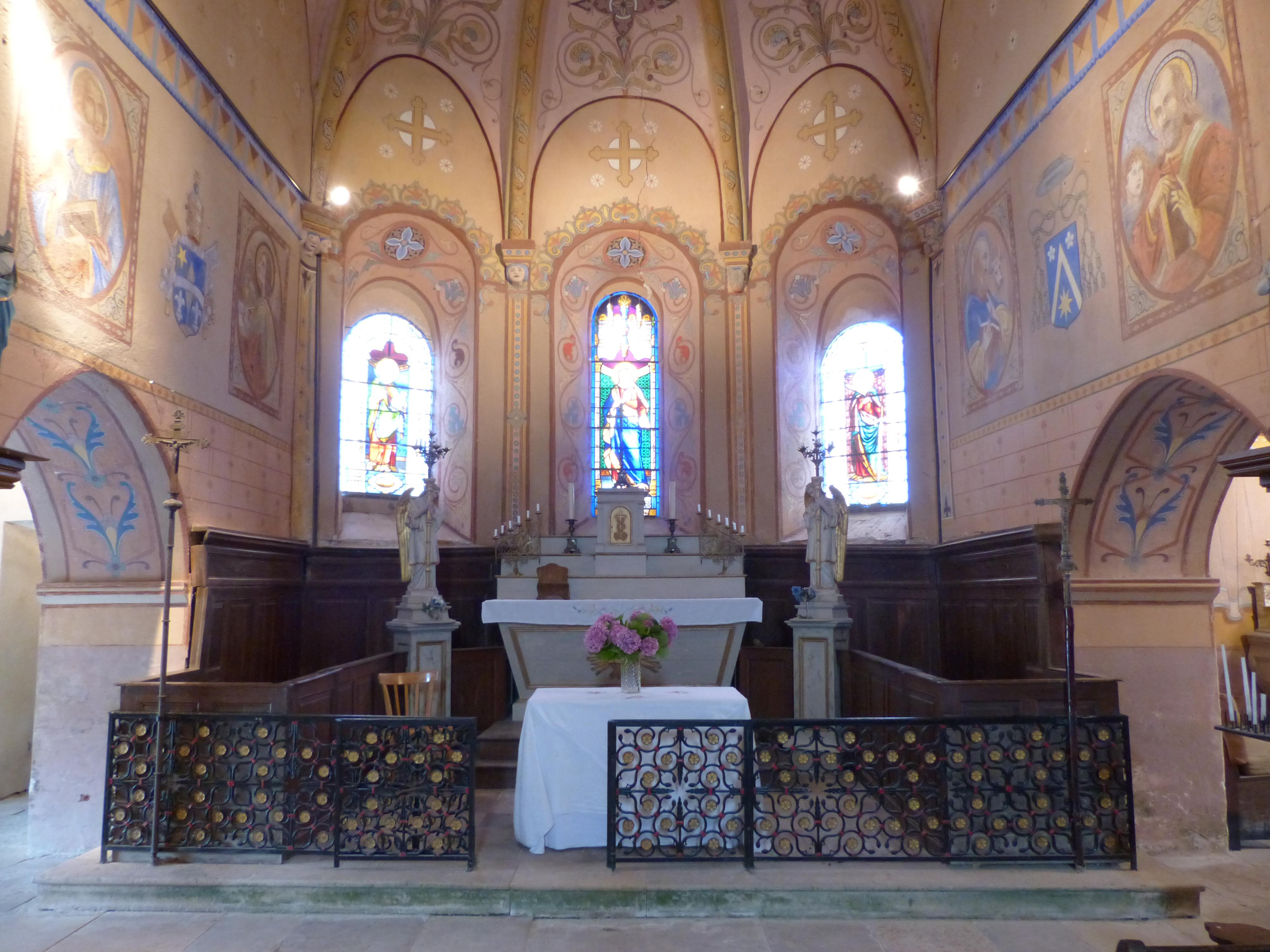
Chœur de l'église Saint-Jacques.

Nades possède un seul édifice et deux objets répertoriés à l'inventaire des monuments historiques :
- l'église Saint-Jacques (XIIe, XVIe et XIXe siècles). Bâtisse de style composite, seules deux travées de la nef sont romanes. Cette église est dotée d'un confessionnal du XVIIIe siècle. Les confessionnaux ont été introduits en France après le concile de Trente ou concile de la Contre-Réforme (1545-1563). Ils servaient à encourager la confession et la pratique de la pénitence et de l'Eucharistie. Un bois polychrome datant du XVIIIe représentant saint Fiacre (patron des jardiniers) se trouve à proximité de la nef. L'édifice est partiellement inscrit aux monuments historiques en 1975[23] ; le confessionnal[24] et le tabernacle[25] sont classés au titre objet en 1964. Des peintures murales décorent le chœur ;
- le château de Nades, château fort du XVe siècle[26], aujourd'hui disparu, a été au XVIIe siècle la villégiature de Madame de La Fayette. Le domaine fut reconstitué à partir de 1853 par le duc de Morny. Il fit construire un nouveau château et le dota d'une ferme-modèle, qui subsiste dans l'actuel parc. Il y reçut fastueusement Jacques Offenbach, Ludovic Halévy, Alphonse Daudet, qui séjournèrent et chassèrent sur les 2 000 ha du domaine. La ferme-modèle témoigne de l'implication du duc de Morny pour favoriser de nouvelles techniques agricoles, mais aussi pour promouvoir les bienfaits de l'Empire auprès du monde paysan, électorat important à cette époque. Le château a été détruit par incendie.

### Personnalités liées à la commune
- Famille de Montmorin
- Charles de Morny (1811-1865),  financier et homme politique français de la monarchie de Juillet, de la IIe République et du Second Empire
- Joseph Katz (1906-2001), général. Enfant trouvé, il passe son enfance à Nades, où il a été placé dans une famille de paysans pauvres, comme il le raconte au début de ses Mémoires[15].
- Sylviane Agacinski, philosophe, épouse de l'ancien Premier ministre Lionel Jospin, élue à l'Académie française le 1er juin 2023, née à Nades en 1945.